# Zion Nybeck
Zion Arvid Nybeck, född 12 maj 2002 i Alvesta, är en svensk professionell ishockeyspelare som spelar för Linköping HC i SHL. Hans moderklubb är Alvesta SK, som han också gjorde seniordebut med som 14-åring. Han spelade därefter ungdoms- och juniorishockey för HV71. Han representerade Småland vid TV-pucken vid två tillfällen; 2017 vann han turneringens poängliga. Han gjorde debut i SHL 2019 och året därpå NHL-draftades han av Carolina Hurricanes i den fjärde rundan som 115:e spelare totalt. Under tiden med HV71 spelade han också ett fåtal matcher som utlånad med Almtuna IS i Hockeyallsvenskan.
2022 lämnade han HV71 och spelade därefter ytterligare tre säsonger i Hockeyallsvenskan, för AIK och IK Oskarshamn. Sedan april 2025 tillhör han Linköping HC.

## Karriär

### Klubblag
Nybeck inledde sin ishockeykarriär med moderklubben Alvesta SK. Vid 14-års ålder var han lagkapten för Alvesta U16, där han dock endast spelade två matcher (fyra mål och en assist). Denna säsong, 2016/17, spelade han också för Alvestas J18-lag (sex mål och två assist på två matcher) och Alvestas J20-lag; han gjorde där i snitt över två poäng per match då han noterades för 25 poäng på tolv matcher (15 mål, 10 assist). Utöver detta gjorde han också debut för Alvestas seniorlag i Hockeytvåan. På 25 grundseriematcher noterades han för 18 poäng, varav elva mål. 2016 och 2017 spelade han TV-pucken för Småland; 2017 vann han turneringens poängliga med 21 poäng på elva spelade matcher. Säsongen 2017/18 spelade han främst för Alvesta SK i Hockeytvåan, där han slutade tvåa i lagets interna poängliga med 31 poäng på 25 grundseriematcher (15 mål, 16 assist). Han spelade också tre matcher för klubbens J20-lag där han stod för fem mål och åtta assistpoäng. I kvalspelet för Alvesta J18 noterades Nybeck för 17 poäng på fyra spelade matcher (varav elva mål). I december 2017 bekräftades att Nybeck skulle komma att gå hockeygymnasiet i Jönköping och spelade denna säsong också två matcher för HV71:s J18-lag.
Säsongen 2018/19 blev Nybecks första i HV71:s organisation. Han spelade både för J18- och J20-laget. På totalt 18 matcher för HV71 J18 stod han för lika många mål och åtta assistpoäng. Han slutade på fjärde plats i J20-lagets interna poängliga med 43 poäng på 35 matcher (17 mål, 26 assist). Denna säsong utsågs han till den bästa J18-forwarden i J18-ligan. I sin andra säsong i HV71 vann han poängligan i J20 SuperElit då han noterades för 66 poäng på 42 grundseriematcher (27 mål, 39 assist). Denna säsong debuterade han också i SHL. Han spelade sin första match i ligan den 31 oktober 2019, mot Linköping HC. Fram till mars 2020 gjorde han ytterligare några ströinhopp i SHL, dock med begränsat med speltid. De fyra sista grundseriematcherna fick han mer istid och noterades för sitt första SHL-mål den 5 mars 2020, på Daniel Rosengren, i en 5–3-seger mot IK Oskarshamn.
Nybeck inledde säsongen 2020/21 med HV71 i SHL och skrev den 25 september 2020 ett treårsavtal med klubben. I oktober samma år valdes han vid NHL-draften som spelare 115, i den fjärde rundan, av Carolina Hurricanes. I mars 2021 bekräftade HV71 att man lånat ut Nybeck till Almtuna IS i Hockeyallsvenskan för tre matcher. Han gjorde debut i Hockeyallsvenskan den 3 mars 2021 och noterades i samma match för sina två första mål i ligan, på Tim Juel, då Almtuna besegrades av BIK Karlskoga med 6–3. På dessa tre matcher noterades han för tre mål och två assistpoäng. Han återvände sedan till HV71 som slutade sist i grundserien och därmed tvingades till kvalspel mot Brynäs IF. Laget degraderades till Hockeyallsvenskan sedan man förlorat serien med 4–1 i matcher. HV71 meddelade den 9 maj 2021 att man skrivit ett nytt ettårsavtal med Nybeck. I januari 2022 ådrog han sig en fraktur på fotleden under en match mot BIK Karlskoga. Initialt trodde man att denna skada skulle hålla honom borta från spel återstoden av säsongen, men gjorde comeback i slutet av mars samma år. Han spelade några få av HV71:s slutspelsmatcher i Hockeyallsvenskan. Laget vann finalserien mot IF Björklöven med 4–2 i matcher och återvände därmed till SHL.
Den 9 maj 2022 stod det klart att Nybeck lämnat HV71 för spel med AIK i Hockeyallsvenskan. Han gjorde därefter sin poängmässigt bästa säsong i Hockeyallsvenskan då han på 50 grundseriematcher noterades för 34 poäng, varav 13 mål. AIK slutade på tionde plats i grundserien och slogs därefter ut i kvartsfinal av Modo Hockey med 4–2 i matcher. Den 14 april 2023 bekräftades det att Nybeck förlängt sitt avtal med AIK med ytterligare en säsong. Han förbättrade sin poängnotering från föregående säsong med tio poäng. Han spelade samtliga 52 grundseriematcher och slutade på andra plats i lagets interna poängliga. I Hockeyallsvenskans poängliga slutade han på åttonde plats. AIK slutade på tredje plats i grundserien och slogs ut i kvartsfinalserien mot Mora IK med 4–2 i matcher.
Efter två säsonger med AIK bekräftades det den 12 april 2024 att Nybeck lämnat klubben då han skrivit ett ettårsavtal med seriekonkurrenten IK Oskarshamn. Nybeck missade endast fyra grundseriematcher, detta då han blivit avstängd i fyra matcher efter en huvudtackling på en motståndare i januari 2025. På 48 matcher noterades han för 53 poäng, varav 18 mål. Med denna notering slutade han på fjärde plats i Hockeyallsvenskans poängliga och vann Oskarshamns interna dito. Utöver detta var han också den i laget som stod för flest assistpoäng (35). I det följande slutspelet slogs laget ut i kvartsfinalserien med 4–2 i matcher mot BIK Karlskoga.
Den 2 april 2025 bekräftades det att Nybeck skrivit ett tvåårsavtal med Linköping HC i SHL.

### Landslag
2019 blev Nybeck uttagen till Sveriges U18-landslag då U18-VM skulle avgöras i Örnsköldsvik. Sverige slutade på andra plats i grupp B. I slutspelet besegrade Sverige både Tjeckien och Kanada innan man också vann finalen mot Ryssland med 4–3 efter förlängningsspel. Detta var Sveriges första guld i U18-VM. På sju spelade matcher noterades Nybeck för fem poäng, varav två mål. Nybeck spelade sedan JVM 2021 i Kanada. Efter gruppspelet stod det klart att Sverige skulle få möta Finland i kvartsfinal. Väl där förlorade man (3–2) och slutade på femte plats i turneringen. På fem spelade matcher stod Nybeck för en assistpoäng.

## Statistik

### Klubblag
| 2016–17                  | Alvesta SK               | Div. 2                   | 25  | 11 | 7   | 18  | 12 | —  | — | —  | —  | — |
| 2017–18                  | Alvesta SK               | Div. 2                   | 25  | 15 | 16  | 31  | 6  | —  | — | —  | —  | — |
| 2019–20                  | HV71                     | SHL                      | 15  | 1  | 0   | 1   | 0  | —  | — | —  | —  | — |
| 2020–21                  | HV71                     | SHL                      | 39  | 1  | 6   | 7   | 6  | 3  | 0 | 0  | 0  | 0 |
| 2020–21                  | Almtuna IS               | HA                       | 3   | 3  | 2   | 5   | 0  | —  | — | —  | —  | — |
| 2021–22                  | HV71                     | HA                       | 22  | 3  | 8   | 11  | 2  | 5  | 0 | 1  | 1  | 0 |
| 2022–23                  | AIK                      | HA                       | 50  | 13 | 21  | 34  | 8  | 8  | 3 | 3  | 6  | 0 |
| 2023–24                  | AIK                      | HA                       | 52  | 17 | 27  | 44  | 12 | 6  | 3 | 2  | 5  | 4 |
| 2024–25                  | IK Oskarshamn            | HA                       | 48  | 18 | 35  | 53  | 41 | 8  | 1 | 5  | 6  | 2 |
| Hockeyallsvenskan totalt | Hockeyallsvenskan totalt | Hockeyallsvenskan totalt | 208 | 63 | 120 | 183 | 98 | 27 | 7 | 11 | 18 | 6 |
| SHL totalt               | SHL totalt               | SHL totalt               | 54  | 2  | 6   | 8   | 6  | 3  | 0 | 0  | 0  | 0 |

### Internationellt
| År            | Lag           | Turnering     | Matcher | Mål | Assists | Poäng | Utv. |
| ------------- | ------------- | ------------- | ------- | --- | ------- | ----- | ---- |
| 2019          | Sverige       | U18-VM        | 7       | 2   | 3       | 5     | 2    |
| 2021          | Sverige       | JVM           | 5       | 0   | 1       | 1     | 0    |
| Junior totalt | Junior totalt | Junior totalt | 12      | 2   | 4       | 6     | 2    |